# Sebayt
Sebayt – gatunek tłumaczony jako maksymy czy nauki, należący do popularnej w tamtych czasach literatury mądrościowej starożytnego Egiptu, zawierały pouczenia praktyczne i moralne skierowane do konkretnej osoby.
Nauki składały się zawsze z poniższych elementów:
- hipoteza wskazująca konkretnego adresata oraz okoliczności, w których powinno zastosować się naukę,
- dyspozycja, czyli informacja w jaki sposób należy postępować,
- sankcje informują o pozytywnych skutkach wynikających z zastosowania się do konkretnego pouczenia (lub w przypadku niezastosowania – negatywne)[1].